# Nekrolog 3. Quartal 1926
Nekrolog
◄◄
| ◄
| 1922
| 1923
| 1924
| 1925
| 1926 | 1927 | 1928 | 1929 | 1930 | ► | ►►
1. Quartal |
2. Quartal |
3. Quartal |
4. Quartal 1926
Weitere Ereignisse | Allgemeiner Nekrolog 1926
Die Beschreibung der verstorbenen Person sollte so kurz wie möglich gehalten sein und nur deren signifikante Tätigkeit(en) enthalten.
Neue Namen ggf. auch unter dem Geburts- und Sterbedatum, also etwa unter 1. Januar und im Geburts- und Sterbejahr (2024) eintragen (nur bei entsprechender großer Wichtigkeit). Für Beispiele siehe die schon vorhandenen Artikel.
Außerdem über die fünf zuletzt Verstorbenen, zu denen es einen ausreichend guten Artikel für eine Präsentation auf der Hauptseite gibt, nach der todesbedingten Überarbeitung der Artikel ggf. auch unter Wikipedia Diskussion:Hauptseite informieren und sie am besten auch in den anderen Wikipedia-Sprachversionen eintragen. Tipp: Regelmäßig bei news.google.de nach „ist tot“, „gestorben“ oder „verstorben“ suchen.
Wenn eine Person gestorben ist, gibt es viele Seiten zu dieser Person in der Wikipedia, die davon auch betroffen sind und entsprechend aktualisiert werden müssen. Beispiele: Namenübersichtsseite, Geburtsjahr, Geburtsort-Seiten und viele mehr.
Wie finde ich die betroffenen Seiten?
Im Suchfeld auf der linken Seite gibt man den Suchbegriff so ein: „Vorname Nachname“. Dann klickt man auf Volltext und alle Seiten mit entsprechendem Suchtext werden aufgerufen. Hier sieht man dann schnell, wo auch das Todesjahr Sinn macht oder sogar ein Teil des Artikels angepasst werden muss. Auch hilft das „Werkzeug“ auf der linken Seite sehr gut, um solche Seiten aufzufinden: „Links auf diese Seite“. Somit ist die Wikipedia wieder aktuell in allen Bereichen! Hinweis: bei Eintragung der Kategorie „Gestorben JAHR“ wird der Missbrauchsfilter 49 ausgelöst, was jedoch nicht schlimm ist. Siehe: Spezial:Missbrauchsfilter/49
Dies ist eine Liste von im dritten Quartal 1926 verstorbenen bekannten Persönlichkeiten. Die Einträge erfolgen innerhalb der einzelnen Daten alphabetisch sortiert. Tiere sind im Nekrolog für Tiere zu finden.

## Juli
| Tag      | Name                             | Beruf, bekannt als                                                                                              | Alter | Beleg |
| -------- | -------------------------------- | --- | ----- | ----- |
| 1. Juli  | Gottfried von Böhm               | bayerischer Staatsrat, Ministerresident und Dichter                                                             | 80    |       |
| 1. Juli  | Philipp Schaeper                 | deutscher Verwaltungsbeamter                                                                                    |       |       |
| 1. Juli  | Carlos Luis Spegazzini           | italienisch-argentinischer Botaniker und Mykologe                                                               | 68    |       |
| 2. Juli  | Eduard Beyer                     | deutscher Jurist und Politiker (Zentrum), MdL                                                                   | 71    |       |
| 2. Juli  | Émile Coué                       | französischer Apotheker, Begründer der modernen, bewussten Autosuggestion                                       | 69    |       |
| 2. Juli  | August Denk                      | österreichischer Politiker (DnP), Abgeordneter zum Nationalrat                                                  | 73    |       |
| 2. Juli  | Kristján Jónsson                 | isländischer Politiker (parteilos) und Premierminister Islands                                                  | 74    |       |
| 2. Juli  | Wolfgang Poel                    | deutscher Richter                                                                                               | 85    |       |
| 3. Juli  | Paul Reiss                       | deutscher Rechtsanwalt                                                                                          | 80    |       |
| 4. Juli  | John W. Gaines                   | US-amerikanischer Politiker                                                                                     | 65    |       |
| 4. Juli  | Karl Huck                        | österreichischer Tiermaler                                                                                      | 50    |       |
| 5. Juli  | Otto Wiedfeldt                   | deutscher Politiker und Wirtschaftsfachmann                                                                     | 54    |       |
| 6. Juli  | Richard Biedermann-Imhoof        | deutscher Privatgelehrter, Ornithologe und Zoologe                                                              | 61    |       |
| 6. Juli  | Wilhelm Cronberger               | deutscher Opernsänger (Tenor)                                                                                   | 68    |       |
| 6. Juli  | Adolf Lesser                     | deutscher Mediziner                                                                                             | 75    |       |
| 6. Juli  | Wilhelm Räderscheidt             | deutscher Volks- und Mittelschullehrer                                                                          | 60    |       |
| 6. Juli  | Carl Rodenberg                   | deutscher Historiker                                                                                            | 71    |       |
| 6. Juli  | Akim Lwowitsch Wolynski          | russischer Schriftsteller und Kritiker                                                                          | 63    |       |
| 7. Juli  | Albrecht Erlenmeyer              | deutscher Psychiater                                                                                            | 77    |       |
| 7. Juli  | Ernst Joest                      | deutscher Veterinärmediziner                                                                                    | 53    |       |
| 7. Juli  | Fjodor Ossipowitsch Schechtel    | russischer Architekt deutscher Abstammung                                                                       | 66    |       |
| 8. Juli  | Karel Václav Rais                | tschechischer Autor                                                                                             | 67    |       |
| 8. Juli  | Thomas Roscoe Rede Stebbing      | britischer Zoologe                                                                                              | 91    |       |
| 10. Juli | Marie Musaeus Higgins            | deutsch-US-amerikanische Theosophin, Pädagogin und Gründerin des Musaeus College in Colombo                     | 71    |       |
| 10. Juli | Ernst von Sallwürk               | deutscher Pädagoge, Gymnasiallehrer, Oberschulrat und Dozent                                                    | 87    |       |
| 10. Juli | Otto Sohre                       | deutscher Architekt, Baumeister und Bauunternehmer                                                              | 73    |       |
| 10. Juli | Otto von Welck                   | sächsischer Generalmajor                                                                                        | 63    |       |
| 11. Juli | Odo Deodatus Tauern              | deutscher Ethnologe                                                                                             | 40    |       |
| 12. Juli | Gertrude Bell                    | britische Reiseschriftstellerin und Historikerin                                                                | 57    |       |
| 12. Juli | Ida Hofmann                      | deutsche Pianistin, Musikpädagogin und Autorin                                                                  | 61    |       |
| 12. Juli | Vincenz Hlawaczek von Küstenwehr | österreichischer Feldmarschall-Leutnant böhmischer (tschechischer) Herkunft                                     | 72    |       |
| 12. Juli | Eduard von Rodt                  | Schweizer Architekt und Historiker                                                                              | 76    |       |
| 12. Juli | John Wingate Weeks               | US-amerikanischer Politiker                                                                                     | 66    |       |
| 12. Juli | Charles Wood                     | irischer Komponist                                                                                              | 60    |       |
| 13. Juli | Joseph Johnson Hart              | US-amerikanischer Politiker                                                                                     | 67    |       |
| 13. Juli | Johnson Parker-Smith             | britischer Lacrossespieler                                                                                      | 44    |       |
| 14. Juli | Georg Schickert                  | deutscher Verwaltungsjurist und Politiker                                                                       | 65    |       |
| 15. Juli | Francisco Bertrand               | honduranischer Präsident (1911–1912/1913–1915)                                                                  | 59    |       |
| 15. Juli | Eduard Koopmann                  | deutscher Kaufmann, Textil- und Seiden-Unternehmer, Handelsgerichtsrat und türkischer Konsul                    | 63    |       |
| 15. Juli | Carlos Américo Lera              | mexikanischer Botschafter                                                                                       | 70    |       |
| 16. Juli | Paul Wilhelm von Keppler         | deutscher römisch-katholischer Bischof und Autor                                                                | 73    |       |
| 16. Juli | Heinrich Würtenberger            | deutscher Heimatdichter, Badischer Ökonomierat                                                                  | 73    |       |
| 17. Juli | Arthur Julius Barth              | deutscher Maler und Graphiker                                                                                   | 47    |       |
| 17. Juli | Hermann Bollé                    | kroatischer Architekt französisch-deutscher Herkunft                                                            | 80    |       |
| 17. Juli | Salomon Breuer                   | deutsch-ungarischer Rabbiner                                                                                    | 76    |       |
| 17. Juli | Augustus Herring                 | US-amerikanischer Flugpionier                                                                                   | 58    |       |
| 17. Juli | Maximilian Liebenwein            | österreichisch-deutscher Maler, Graphiker und Buchillustrator                                                   | 57    |       |
| 17. Juli | Georg Sello                      | deutscher Archivar und Historiker                                                                               | 76    |       |
| 18. Juli | Leopold Lojka                    | österreichisch-ungarischer Chauffeur und Fahrer des Automobils, in dem Erzherzog Franz Ferdinand 1914 in Sar... | 39    |       |
| 18. Juli | Josef Redtenbacher               | österreichischer Entomologe                                                                                     | 70    |       |
| 18. Juli | Emil Robert-Hansen               | dänischer Cellist, Komponist und Dirigent                                                                       | 66    |       |
| 18. Juli | Oberlin Smith                    | US-amerikanischer Unternehmer und Erfinder                                                                      | 86    |       |
| 18. Juli | Maria aus’m Weerth               | deutsche Märchenerzählerin, Schriftstellerin, Übersetzerin und Malerin                                          | 87    |       |
| 19. Juli | Oskar Hickfang                   | deutscher Bauingenieur, Hochschullehrer und Unternehmer                                                         | 41    |       |
| 19. Juli | Eduard Kasparides                | österreichischer Maler                                                                                          | 68    |       |
| 19. Juli | Ernst Lecher                     | österreichischer Physiker                                                                                       | 70    |       |
| 20. Juli | Feliks Dzierżyński               | polnisch-russischer Berufsrevolutionär                                                                          | 48    |       |
| 20. Juli | Paul Nethe                       | preußischer General der Infanterie                                                                              | 76    |       |
| 20. Juli | Heinrich Nollner                 | deutscher Politiker                                                                                             | 46    |       |
| 20. Juli | Everilda von Pütz                | deutsche Schriftstellerin                                                                                       | 82    |       |
| 21. Juli | Jean Hillarion                   | französischer Radrennfahrer                                                                                     | 35    |       |
| 21. Juli | Jacob Bernhard Oldenkott         | deutscher Tabakfabrikant                                                                                        | 72    |       |
| 21. Juli | Washington Augustus Roebling     | US-amerikanischer Brückenbauingenieur                                                                           | 89    |       |
| 22. Juli | Johann Heinrich Evers            | Lübecker Kaufmann und Senator                                                                                   | 70    |       |
| 22. Juli | Otto Wilhelm Madelung            | deutscher Chirurg und Hochschullehrer in Bonn, Rostock und Straßburg                                            | 80    |       |
| 22. Juli | John Baptiste O’Meara            | US-amerikanischer Politiker                                                                                     | 74    |       |
| 22. Juli | Ferdinand Wagner                 | deutscher Dirigent und Opernkapellmeister                                                                       | 28    |       |
| 22. Juli | Friedrich von Wieser             | österreichischer Ökonom und Hochschullehrer                                                                     | 75    |       |
| 23. Juli | Charles Avery                    | US-amerikanischer Schauspieler, Regisseur und Drehbuchautor                                                     | 53    |       |
| 23. Juli | Gottlob Baumgärtner              | württembergischer Landtagsabgeordneter                                                                          | 54    |       |
| 23. Juli | Herbert Leon                     | britischer Unternehmer und Politiker                                                                            | 76    |       |
| 23. Juli | Wiktor Michailowitsch Wasnezow   | russischer Maler                                                                                                | 78    |       |
| 23. Juli | Kurt Wüsthoff                    | deutscher Jagdflieger                                                                                           | 29    |       |
| 24. Juli | Eduard Bally                     | Schweizer Unternehmer und Politiker                                                                             | 78    |       |
| 24. Juli | T. C. Steele                     | US-amerikanischer Maler und herausragender Vertreter des amerikanischen Impressionismus                         | 78    |       |
| 25. Juli | Ferdinand Gerdinitsch            | österreichischer Politiker (SDAPDÖ) und Abgeordneter zum niederösterreichischen Landtag                         | 56    |       |
| 25. Juli | Alexander Campbell King          | US-amerikanischer Jurist und United States Solicitor General                                                    | 69    |       |
| 25. Juli | Henry Dickerson McDaniel         | US-amerikanischer Politiker                                                                                     | 89    |       |
| 26. Juli | Ella Adaïewsky                   | russische Pianistin und Komponistin                                                                             | 80    |       |
| 26. Juli | Hanna Castberg von der Lippe     | norwegische Schriftstellerin und Frauenrechtlerin                                                               | 53    |       |
| 26. Juli | Philippe Sudré Dartiguenave      | Präsident von Haiti                                                                                             | 63    |       |
| 26. Juli | Arnold Kuulman                   | estnischer Fußballnationalspieler                                                                               | 31    |       |
| 26. Juli | Olle Lanner                      | schwedischer Turner                                                                                             | 41    |       |
| 26. Juli | Robert Todd Lincoln              | US-amerikanischer Politiker und Diplomat, Sohn von Abraham Lincoln                                              | 82    |       |
| 27. Juli | Otto Gussmann                    | deutscher Maler                                                                                                 | 57    |       |
| 27. Juli | Franz Heiderich                  | österreichischer Geograph                                                                                       | 62    |       |
| 27. Juli | Peter Tom-Petersen               | dänischer Radierer und Architekturzeichner                                                                      | 65    |       |
| 28. Juli | Jenő Károly                      | ungarischer Fußballspieler und -trainer                                                                         | 40    |       |
| 28. Juli | Mathilde Rathenau                | Ehefrau des AEG-Gründers Emil Rathenau                                                                          | 81    |       |
| 28. Juli | Richard Salinger                 | deutscher Verleger und Journalist                                                                               | 67    |       |
| 29. Juli | Edward J. Dunphy                 | US-amerikanischer Jurist und Politiker                                                                          | 70    |       |
| 29. Juli | Walther Fiedler                  | deutscher Verleger                                                                                              | 66    |       |
| 29. Juli | Louis Rhead                      | US-amerikanischer Gebrauchsgrafiker der Art Nouveau                                                             | 68    |       |
| 30. Juli | Albert B. Cummins                | US-amerikanischer Politiker (Republikanische Partei)                                                            | 76    |       |
| 30. Juli | Leopold Hofmann                  | deutscher Hofbäckermeister, Konditor und Bobfahrer                                                              | 62    |       |
| 30. Juli | Theodor Schubert                 | preußischer Offizier, zuletzt General der Artillerie                                                            | 74    |       |
| 31. Juli | Alajos Hauszmann                 | ungarischer Architekt                                                                                           | 79    |       |
| 31. Juli | Friedrich Knauer                 | österreichischer Zoologe                                                                                        | 76    |       |
| 31. Juli | John McPherson                   | schottischer Fußballspieler                                                                                     | 58    |       |
| 31. Juli | Johannes Schmidt                 | deutscher Klassischer Philologe und Gymnasiallehrer                                                             | 65    |       |
| 31. Juli | Ernst Alfred Stückelberg         | Schweizer Historiker, Kunsthistoriker und Denkmalpfleger                                                        | 58    |       |

## August
| Tag        | Name                      | Beruf, bekannt als                                                                        | Alter | Beleg |
| ---------- | ------------------------- | ----------------------------------------------------------------------------------------- | ----- | ----- |
| 1. August  | Heinrich Adolph Baumhauer | deutscher Mineraloge                                                                      | 77    |       |
| 1. August  | Otto Beutler              | deutscher Jurist und Politiker, Oberbürgermeister Dresdens                                | 72    |       |
| 1. August  | Jan Kasprowicz            | polnischer Schriftsteller, Dichter und Übersetzer                                         | 65    |       |
| 1. August  | Israel Zangwill           | englischer Schriftsteller, Journalist und zionistischer Aktivist                          | 62    |       |
| 1. August  | Karl Zuschneid            | deutscher Musikpädagoge und Komponist                                                     | 72    |       |
| 2. August  | Wilhelm Thies             | deutscher Postbeamter, Oberpostsekretär, Schriftsteller, Dichter und Übersetzer           | 71    |       |
| 3. August  | Albert Corey              | französischer Langstreckenläufer                                                          | 48    |       |
| 3. August  | Albert Eichhorn           | deutscher evangelisch-lutherischer Theologe                                               | 69    |       |
| 3. August  | Léonard Jarraud           | französischer Maler                                                                       | 78    |       |
| 4. August  | Josef Hagmann             | Schweizer katholischer Geistlicher, Abt von St. Georgenberg-Fiecht                        | 55    |       |
| 4. August  | Heinrich von Steinaecker  | preußischer Generalleutnant und Politiker (Zentrum)                                       | 75    |       |
| 5. August  | Martin Behrend            | deutscher Wirtschaftswissenschaftler, Berater der japanischen Regierung, deutscher Rektor | 60    |       |
| 5. August  | Edwin Forbes Glenn        | US-amerikanischer General im Ersten Weltkrieg                                             | 69    |       |
| 5. August  | Arno Neumann              | deutscher Pfarrer, Lehrer und Politiker                                                   | 54    |       |
| 6. August  | Rudolph Hölbe             | deutscher Bildhauer                                                                       | 77    |       |
| 6. August  | Ernst Samter              | deutscher klassischer Philologe und Religionshistoriker                                   | 58    |       |
| 7. August  | Ettore De Ruggiero        | italienischer Althistoriker, Epigraphiker und Klassischer Philologe                       | 86    |       |
| 7. August  | Adolf Krazer              | deutscher Mathematiker                                                                    | 68    |       |
| 7. August  | Adolph Passavant          | deutscher Architekt und Unternehmer                                                       | 85    |       |
| 8. August  | Frank Boggs               | französischer Maler                                                                       | 70    |       |
| 8. August  | Saxton Pope               | US-amerikanischer Bogenschütze                                                            | 50    |       |
| 9. August  | Konrad Hörni              | Schweizer Unternehmer und Politiker                                                       | 79    |       |
| 9. August  | Alois Schornböck          | österreichischer Maler                                                                    | 63    |       |
| 10. August | Robert Wagner             | Schweizer Politiker                                                                       | 78    |       |
| 12. August | Emilie Hopmann            | Gründungsvorsitzende des Katholischen Frauenbundes (KFB)                                  | 81    |       |
| 12. August | Rudolf Vomáčka            | tschechischer Baubeamter, Architekt und Denkmalpfleger                                    | 79    |       |
| 13. August | Karl Neundörfer           | deutscher römisch-katholischer Priester und Jurist                                        | 41    |       |
| 14. August | Adolf Glatz               | Schweizer Pädagoge                                                                        | 84    |       |
| 14. August | Franz von Hofmeister      | deutscher Chirurg und Hochschullehrer                                                     | 59    |       |
| 14. August | John H. Moffitt           | US-amerikanischer Politiker                                                               | 83    |       |
| 14. August | Ludwig Spiegel            | Jurist und Hochschullehrer                                                                | 62    |       |
| 14. August | Ernst von Voigt           | preußischer General der Infanterie, Gouverneur von Mainz                                  | 78    |       |
| 15. August | Jacob Rohner              | Schweizer Unternehmer                                                                     | 73    |       |
| 15. August | Adolf Schwarz             | österreichischer Maler                                                                    | 58    |       |
| 15. August | Ignaz Stich               | österreichischer Bibliothekar und Kommunalpolitiker                                       | 63    |       |
| 16. August | Emanuel Felke             | evangelischer Pastor und Naturheilkundler                                                 | 70    |       |
| 16. August | Eduard Müller             | deutscher Rechtsanwalt und Politiker (Zentrum)                                            | 85    |       |
| 16. August | Karl Rothmeier            | deutscher Politiker (BVP)                                                                 | 49    |       |
| 17. August | Oskar Arke                | deutscher Keramiker und Pionier der elektrotechnischen Porzellanindustrie                 | 72    |       |
| 17. August | Eduard Fritze             | deutscher Architekt, Baubeamter, Politiker und Autor                                      | 76    |       |
| 17. August | Theodor Krüger            | deutscher Architekt und kommunaler Baubeamter                                             | 74    |       |
| 17. August | Ludwig Müller von Hausen  | deutscher antisemitischer Publizist und Verleger                                          | 75    |       |
| 18. August | Ermanno Giglio-Tos        | italienischer Zoologe und Entomologe                                                      | 60    |       |
| 18. August | Ernst Mehlich             | deutscher Buchdrucker, Redakteur und sozialdemokratischer Politiker                       | 43    |       |
| 19. August | Rudolf Boehm              | deutscher Mediziner und Pharmakologe                                                      | 82    |       |
| 19. August | Franz Hofmann             | deutscher Radrennfahrer und Schrittmacher                                                 | 47    |       |
| 21. August | Arthur Ernst Berger       | deutscher Bildhauer                                                                       | 43    |       |
| 21. August | Ugyen Wangchuck           | bhutanischer König                                                                        |       |       |
| 22. August | Charles William Eliot     | Präsident der Harvard University                                                          | 92    |       |
| 23. August | Emil Burckhardt           | Schweizer Jurist und Alpinist                                                             | 79    |       |
| 23. August | James H. Cassidy          | US-amerikanischer Politiker (Republikanische Partei)                                      | 56    |       |
| 23. August | Bert M. Fernald           | US-amerikanischer Politiker                                                               | 68    |       |
| 23. August | Gustave Ganay             | französischer Radrennfahrer                                                               | 34    |       |
| 23. August | Anton Huonder             | schweizerischer Jesuit, römisch-katholischer Theologe und Autor                           | 67    |       |
| 23. August | Hendrika van der Pek      | niederländische Malerin                                                                   | 59    |       |
| 23. August | Raphael Silberstein       | deutscher Hygienearzt und Kommunalpolitiker                                               | 53    |       |
| 23. August | Rudolph Valentino         | italienischer Schauspieler                                                                | 31    |       |
| 24. August | Alfred Gröbler            | deutscher Montanindustrieller und Vorstandsvorsitzender der Buderus AG (1912–1926)        | 61    |       |
| 25. August | Thomas Moran              | US-amerikanischer Maler der Hudson River School                                           | 89    |       |
| 25. August | Carl Mosterts             | deutscher römisch-katholischer Geistlicher; Nestor der katholischen Jugendbewegung        | 51    |       |
| 25. August | Bernhard Pattenhausen     | deutscher Geodät                                                                          | 71    |       |
| 26. August | Cavid Bey                 | osmanischer Ökonom, Zeitungsverleger und Politiker der zweiten Verfassungsära             |       |       |
| 26. August | Nâzım Bey                 | türkischer Politiker und Fußballvereinsvorsitzender                                       |       |       |
| 26. August | David Krein               | russischer Geiger                                                                         |       |       |
| 27. August | Franz Bamberger           | Bankier Politiker im Großherzogtum Hessen                                                 | 70    |       |
| 27. August | Anthonie Christensen      | dänische Blumenmalerin                                                                    | 77    |       |
| 27. August | John Philo Hoyt           | US-amerikanischer Politiker                                                               | 84    |       |
| 27. August | Julius Kaftan             | evangelischer Theologe                                                                    | 77    |       |
| 27. August | Wilhelm Stumpf            | deutscher Maler, Grafiker, Illustrator                                                    | 53    |       |
| 28. August | Jean Camille Formigé      | französischer Architekt                                                                   | 81    |       |
| 28. August | Ulrich Pohlhammer         | deutscher Architekt                                                                       | 74    |       |
| 29. August | John George Adami         | britisch-kanadischer Pathologe                                                            | 64    |       |
| 29. August | Alfred Amschl             | österreichischer Jurist und Schriftsteller                                                | 74    |       |
| 29. August | Marie von Felseneck       | deutsche Schriftstellerin                                                                 | 78    |       |
| 29. August | Andrew F. Fox             | US-amerikanischer Jurist und Politiker                                                    | 77    |       |
| 29. August | Kurt Kruge                | preußischer Offizier, zuletzt Generalleutnant                                             | 69    |       |
| 29. August | Wilhelm Lorenz            | deutscher Munitions- und Maschinenfabrikant und Konstrukteur                              | 83    |       |
| 30. August | Adele Benetti             | österreichische Opernsängerin (Sopran) und Gesangspädagogin                               | 74    |       |
| 31. August | Theodora Korte            | deutsche Schriftstellerin                                                                 | 53    |       |
| August     | Otto Pittinger            | bayerischer Sanitätsrat, Politiker und Soldat                                             | 48    |       |

## September
| Tag           | Name                            | Beruf, bekannt als                                                                                              | Alter | Beleg |
| ------------- | ------------------------------- | --- | ----- | ----- |
| 1. September  | Joseph Fluthgraf                | deutscher Kommunalpolitiker und Jurist                                                                          | 75    |       |
| 1. September  | John Hunn                       | US-amerikanischer Politiker                                                                                     | 77    |       |
| 1. September  | Ludwig von Wartensleben         | königlich-preußischer Wirklicher Geheimer Rat und Major, Rechtsritter und Ehrenkommendator des Johanniterord... | 95    |       |
| 2. September  | Diethelm Burkhard               | Schweizer Politiker                                                                                             | 57    |       |
| 3. September  | Maurice Hennequin               | französischer Komödiendichter und Librettist                                                                    | 62    |       |
| 3. September  | August Simon                    | deutscher Bergwerksdirektor                                                                                     | 64    |       |
| 4. September  | Anton Puntigam                  | österreichischer Jesuit, Jugendseelsorger und geistlicher Schriftsteller                                        | 67    |       |
| 5. September  | Wilhelm Bomann                  | deutscher Fabrikant und Volkskundler                                                                            | 78    |       |
| 5. September  | John R. Brooke                  | Generalmajor der US-Armee                                                                                       | 88    |       |
| 5. September  | Karl Harrer                     | deutscher Sportjournalist und Gründungsmitglied der Deutschen Arbeiterpartei                                    | 35    |       |
| 5. September  | Rudolf Hellgrewe                | deutscher Landschaftsmaler und Illustrator von Reiseliteratur                                                   | 65    |       |
| 5. September  | Bernhard Lau                    | deutscher Luftschiffkapitän                                                                                     | 50    |       |
| 5. September  | Martin van Maële                | französischer Zeichner und Illustrator                                                                          | 62    |       |
| 5. September  | Max Schultze                    | deutscher Architekt und Naturschützer                                                                           | 81    |       |
| 5. September  | Waldemar Suadicani              | deutscher Architekt und preußischer Baubeamter                                                                  | 79    |       |
| 5. September  | Georg Triller                   | deutscher katholischer Geistlicher und Generalvikar                                                             | 71    |       |
| 6. September  | Harriet Williams Russell Strong | US-amerikanische Erfinderin, Naturschützerin und Frauenrechtlerin                                               | 82    |       |
| 7. September  | Peter de Roo                    | belgischer katholischer Priester und Historiker                                                                 |       |       |
| 7. September  | Hermann Herdtle                 | deutscher, in Österreich tätiger Architekt und Kunstgewerbler                                                   | 78    |       |
| 7. September  | Guglielmo Micheli               | italienischer Maler                                                                                             | 59    |       |
| 7. September  | Franz Muncker                   | deutscher Literaturhistoriker                                                                                   | 70    |       |
| 7. September  | Miner G. Norton                 | US-amerikanischer Politiker (Republikanische Partei)                                                            | 69    |       |
| 7. September  | Luis Sambucetti                 | uruguayischer Violinist, Dirigent und Komponist                                                                 | 66    |       |
| 7. September  | Dionysius Schuler               | deutscher Franziskaner, Ordensoberer und Titularerzbischof                                                      | 72    |       |
| 7. September  | Sophie Luise Schulz-Euler       | deutsche Schriftstellerin                                                                                       | 79    |       |
| 8. September  | Martin Langen                   | deutscher Lyriker und Dramatiker                                                                                | 59    |       |
| 9. September  | Anton Jörgen Andersen           | norwegischer Komponist                                                                                          | 80    |       |
| 9. September  | Bernhard Schädel                | deutscher Romanist                                                                                              | 47    |       |
| 9. September  | Hans Schenkel                   | Schweizer Physiker, Hochschullehrer und Politiker                                                               | 57    |       |
| 10. September | Mark Walrod Harrington          | US-amerikanischer Astronom und Meteorologe                                                                      | 78    |       |
| 10. September | Iven Kruse                      | deutscher Dichter, Schriftsteller und Redakteur                                                                 | 61    |       |
| 10. September | Jérôme Marcadanti               | französischer Autorennfahrer                                                                                    | 33    |       |
| 10. September | Elsbeth Montzheimer             | deutsche Schriftstellerin                                                                                       | 68    |       |
| 10. September | Bruno Trenkler                  | deutscher Unternehmer                                                                                           | 63    |       |
| 11. September | Walter Heinrich Dammann         | deutscher Kunsthistoriker                                                                                       | 43    |       |
| 11. September | Felix von Damnitz               | preußischer General der Kavallerie                                                                              | 78    |       |
| 11. September | Ernst Eulenburg                 | deutscher Musikverleger                                                                                         | 78    |       |
| 11. September | Thomas McEwan                   | US-amerikanischer Politiker                                                                                     | 72    |       |
| 11. September | Orrin L. Miller                 | US-amerikanischer Politiker                                                                                     | 70    |       |
| 12. September | Erich Opitz                     | deutscher Gynäkologe und Hochschullehrer                                                                        | 54    |       |
| 13. September | Alfred von Bary                 | deutscher promovierter Neurologe und Opernsänger (Tenor)                                                        | 53    |       |
| 14. September | Johan Ludvig Emil Dreyer        | dänischer Astronom                                                                                              | 74    |       |
| 15. September | Robert Behrend                  | deutscher Chemiker                                                                                              | 69    |       |
| 15. September | Rudolf Eucken                   | deutscher Philosoph und Träger des Literaturnobelpreises                                                        | 80    |       |
| 15. September | Georg Meyer                     | Offizier der Fliegertruppe                                                                                      | 33    |       |
| 15. September | Rudolf Vogt                     | deutscher Kommunalpolitiker                                                                                     |       |       |
| 15. September | Karl Weise                      | deutscher Architekt und Baubeamter                                                                              | 82    |       |
| 16. September | Arthur Ernst Glasewald          | Philatelist und Chronist der Stadt Gößnitz                                                                      | 65    |       |
| 16. September | Ernst Wegner                    | deutscher Verwaltungsbeamter                                                                                    |       |       |
| 16. September | Emil Winter-Tymian              | sächsischer Volkssänger, Salon-Humorist und Theaterdirektor                                                     | 65    |       |
| 17. September | Gustav Roethe                   | deutscher Germanist                                                                                             | 67    |       |
| 17. September | August Sauer                    | österreichischer Germanist, Literaturwissenschaftler und Hochschullehrer                                        | 70    |       |
| 17. September | Augustus Stephen Vogt           | kanadischer Musikpädagoge, Chorleiter, Organist und Komponist                                                   | 65    |       |
| 18. September | Wilhelm Eisner-Bubna            | österreichischer Offizier und Leiter des k.u.k. Kriegspressequartiers                                           | 51    |       |
| 18. September | Martin Herrmann                 | deutscher Architekt, Baubeamter und Hochschullehrer                                                             | 55    |       |
| 18. September | Leonard Lyell, 1. Baron Lyell   | schottischer Politiker                                                                                          | 75    |       |
| 18. September | Horace de Saussure              | Schweizer Landschafts- und Porträtmaler der Düsseldorfer Schule                                                 | 67    |       |
| 19. September | Evelyn Mountstuart Grant Duff   | britischer Botschafter                                                                                          | 62    |       |
| 19. September | Ludwig Holborn                  | deutscher Physiker                                                                                              | 65    |       |
| 20. September | Ferdinand Crasemann             | deutscher Offizier und Politiker (DVP)                                                                          | 40    |       |
| 20. September | Joseph L. Rhinock               | US-amerikanischer Politiker                                                                                     | 63    |       |
| 20. September | Rosa Scherer                    | österreichische Blumen- und Landschaftsmalerin                                                                  | 60    |       |
| 21. September | Richard Fischer                 | deutscher Politiker (SPD), MdR                                                                                  | 71    |       |
| 21. September | Léon Charles Thévenin           | französischer Telegrafeningenieur, Namensgeber des Thévenin-Theorems                                            | 69    |       |
| 22. September | Franz Deininger                 | deutscher Architekt                                                                                             | 47    |       |
| 23. September | Friedrich Fries                 | deutscher Evangelist und Verleger                                                                               | 69    |       |
| 23. September | Paul Kammerer                   | österreichischer Zoologe                                                                                        | 46    |       |
| 23. September | Eduard Klemm                    | deutscher Rittergutsbesitzer und Politiker, MdR                                                                 | 88    |       |
| 23. September | Stanislas Touchet               | französischer Geistlicher, Bischof von Orléans und Kardinal                                                     | 77    |       |
| 24. September | Karl Franz                      | Gynäkologe | 56    |       |
| 24. September | Wolfgang von Plotho             | deutscher Rittergutsbesitzer, Verwaltungsbeamter und Schriftsteller                                             | 77    |       |
| 25. September | Ågot Gjems Selmer               | norwegische Schauspielerin und Schriftstellerin                                                                 | 68    |       |
| 26. September | Carl Albrecht                   | deutscher Maler                                                                                                 | 64    |       |
| 26. September | José María Orellana Pinto       | guatemaltekischer Präsident                                                                                     | 54    |       |
| 26. September | Ernst Westphal                  | deutscher Bildhauer und Medailleur                                                                              | 74    |       |
| 27. September | Elizabeth Robinson Abbott       | US-amerikanische Pädagogin                                                                                      | 74    |       |
| 27. September | Josef Maria Achermann           | Schweizer Politiker                                                                                             | 69    |       |
| 27. September | Max Ebersberger                 | deutscher Stillleben- und Genremaler                                                                            | 73    |       |
| 27. September | Marcelle Lender                 | französische Sängerin, Tänzerin und Entertainerin                                                               |       |       |
| 27. September | Franz Pfaff                     | deutscher Chemiker und Pharmakologe; Hochschullehrer und praktischer Arzt in Boston                             | 66    |       |
| 28. September | Helen Allingham                 | britische Genremalerin und Illustratorin                                                                        | 78    |       |
| 28. September | Lucy Uxkull                     | deutsch-amerikanische Schriftstellerin                                                                          | 65    |       |
| 29. September | Hans Wessely                    | österreichischer Geiger und Musikpädagoge                                                                       | 63    |       |
| 30. September | Johannes Georg Kiehl            | deutscher Reichsgerichtsrat                                                                                     | 75    |       |
| September     | Valentín de la Sierra           | mexikanischer Cristero                                                                                          | 28    |       |
| September     | Raschid Tali’a                  | Premierminister des Königreichs Jordanien                                                                       |       |       |